# Oculus Quest 2

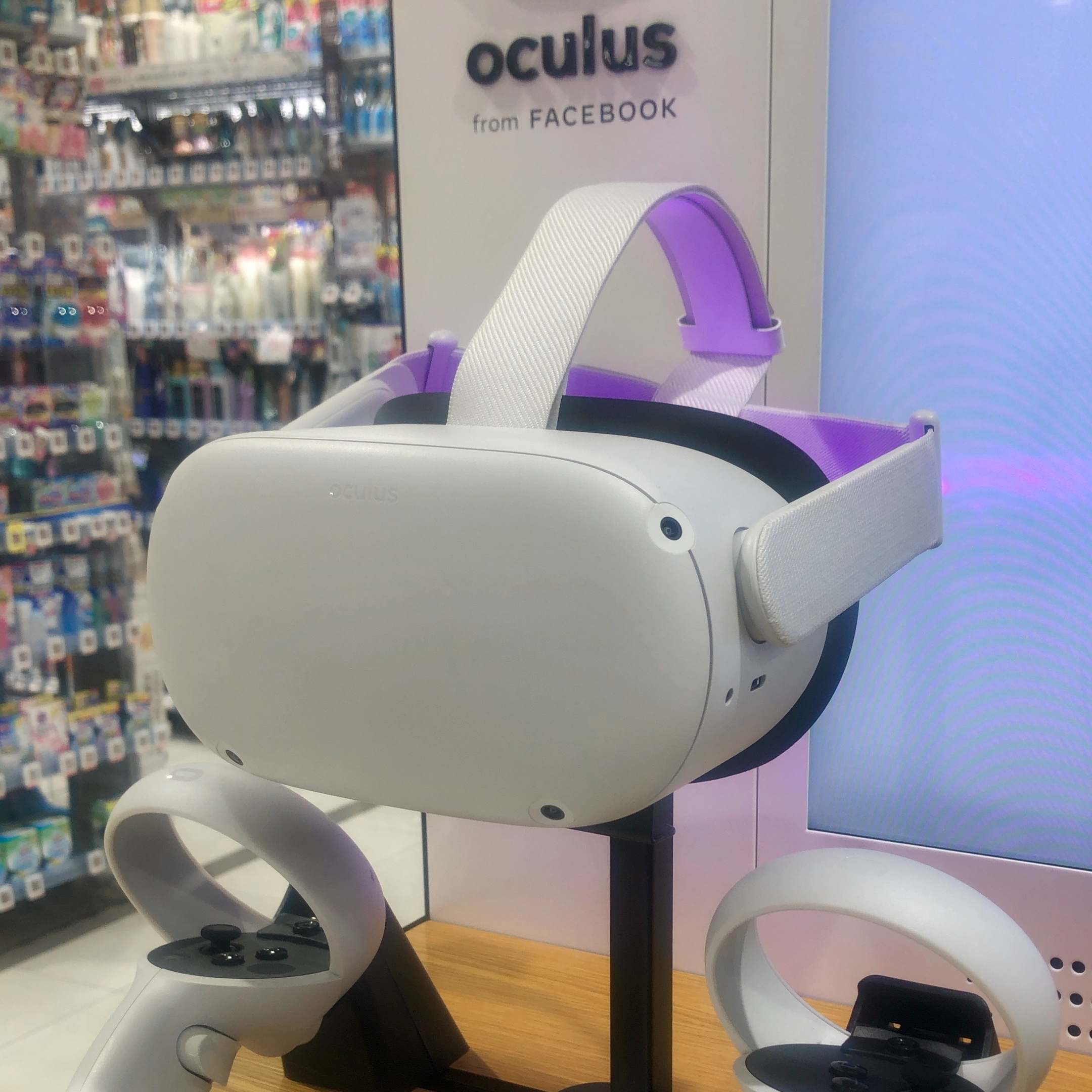
Oculus Quest 2

De Oculus Quest 2 (ook bekend als Meta Quest 2) is een virtualrealityheadset (VR) gemaakt door Facebook Technologies, een bedrijf van Meta Platforms. Het is de opvolger van de vorige headset van het bedrijf, de Oculus Quest. De Quest 2 werd officieel onthuld op 16 september 2020, tijdens Facebook Connect 7.
Net als zijn voorganger kan de Quest 2 zowel als een standalone-headset met een intern op Android gebaseerd besturingssysteem worden gebruikt als met Oculus-compatibele VR-software die op een desktopcomputer wordt uitgevoerd wanneer deze is aangesloten via USB of Wi-Fi. Het is een vernieuwing van de originele Oculus Quest met een soortgelijk ontwerp, maar met een lager gewicht, bijgewerkte interne specificaties, een scherm met een hogere verversingssnelheid en resolutie per oog, en bijgewerkte Oculus Touch-controllers.
De Quest 2 ontving overwegend positieve recensies als een verbeterde versie van de Quest, maar sommige van de doorgevoerde wijzigingen stuitten op kritiek, waaronder de hoofdband, de verminderde afstand tussen de ogen en een vereiste voor gebruikers om in te loggen met een Facebook-account om de Quest 2 te kunnen gebruiken.

## Controllers
De meegeleverde controllers bij de Quest 2 zijn Oculus Touch-controllers van de derde generatie. Het ontwerp van de nieuwe controllers is beïnvloed door de originele Oculus Rift-controllers. Hun batterijduur is echter verviervoudigd ten opzichte van de controllers die bij de eerste generatie Quest werden geleverd. Met de vier camera's op de voorkant van de headset is er ook hand tracking mogelijk. Zo kan een gebruiker in sommige games zijn handen zien.

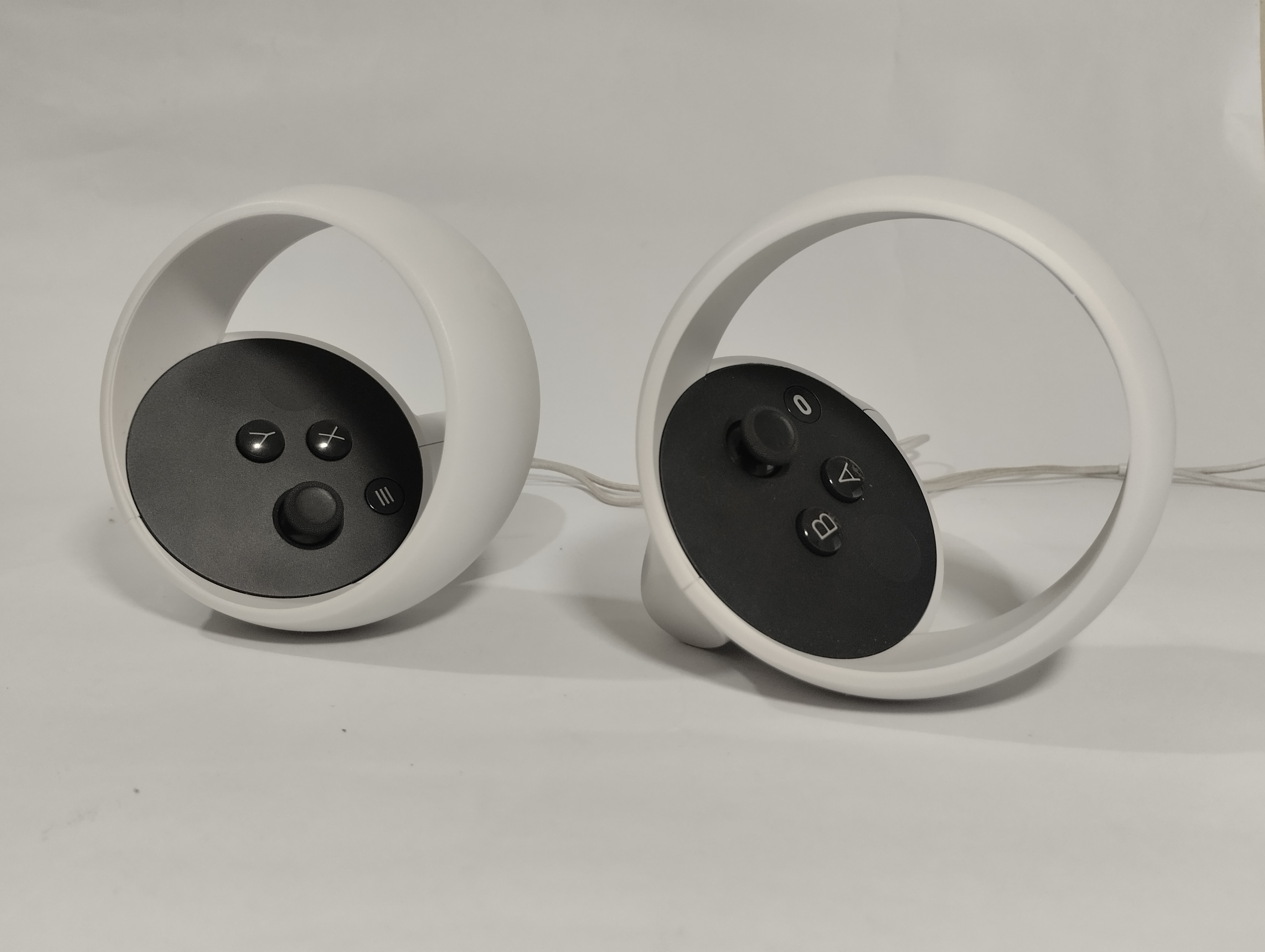
De Oculus Touch-controllers van de Quest 2